# Resorptionsverfügbarkeit
Unter Resorptionsverfügbarkeit versteht man den prozentualen Übergang eines chemischen Elements oder einer chemischen Verbindung aus dem kontaminierten Feststoff in die wässrige Phase des Prüfsystems.

## Anwendung
Im Rahmen von Expositionsabschätzungen ist die Ermittlung der Resorptionsverfügbarkeit bei Prüfwert überschreitenden Parametern wichtig. In Deutschland fordert das die Bundes-Bodenschutz- und Altlastenverordnung in Bezug auf die Schadstoffresorption im Verdauungstrakt bei der oralen Aufnahme von Schadstoffen. Festlegungen hierzu enthält die DIN 19738 Bodenbeschaffenheit – Resorptionsverfügbarkeit von organischen und anorganischen Schadstoffen aus kontaminiertem Bodenmaterial.